# Democrats
Democrats er en dansk dokumentarfilm fra 2014 med instruktion og manuskript af Camilla Nielsson.

## Handling
Gennem mere end tre år har filminstruktør Camilla Nielsson haft adgang til magtens centrum i Robert Mugabes Zimbabwe. På tæt hold har hun fulgt, hvordan regeringsparti og opposition kæmper om indholdet af en ny forfatning, der skal forme landets fremtid. Filmens omdrejningspunkt er to politikere med ansvar for forfatningsprocessen. De er modstandere fra hver sit rivaliserende parti, udpeget i forventning om at sikre partiet maksimal indflydelse på forfatningens paragraffer. Samtidig er de tvunget til at samarbejde for at bringe forfatningen succesfuldt i hus. Har de overhovedet en chance for at lykkes i en politisk kultur mærket af årtiers mangel på demokrati og uden respekt for grundlæggende menneskerettigheder? Oplevet gennem forfatningsprocessens styrkeprøve giver filmen indblik i den politiske mekanik i et afrikansk land midt i en voldsom brydningstid.